# Maxime de Trailles
O conde Maxime de Trailles (às vezes adaptado ao português como Máximo de Trailles) é um personagem da Comédia humana de Honoré de Balzac.
Nascido em 1791, descendente de um família de brasão muito antigo, ele é pajem do imperador à idade de doze anos e se torna um elegante celerado que coopera com políticos (Eugène de Rastignac, Henri de Marsay). Ele acumula amantes ao longo de toda a Comédia Humana, e as arruína fazendo dívidas (reais e falsas). Na sua lista de conquistas, contam-se mulheres da sociedade (Diane de Maufrigneuse, Anastasie de Restaud, Delphine de Nucingen) e prostitutas como Sarah van Gobseck, dita "a Bela holandesa", mãe da Torpille.
Temido com razão, ele faz parte do Clã dos Treze e conhece todas as falcatruas, alimentando sua reputação de um poder de corrupção sem limites. Ele se torna indispensável na política (Le Député d'Arcis), mas se deixa enganar como Paul de Manerville em Le Contrat de mariage. Ele faz parte do tipo de Rastignac, que brilha nos salões e conduz a sociedade pela ponta do nariz. Sua carreira política e seu casamento brilhante não mudam nem seu cinismo, nem o respeito que lhe devotam as casas mais nobres. Muito fanfarrão quando se trata de conquistar mulheres, ele pode ser hábil e discreto quando a questão é um "golpe" financeiro ou uma estratégia política. Não hesita em assassinar. Apreciador de chistes, ele apelida Félicité des Touches de "alberguista da literatura".
Acompanha-se sua vida na Comédia até 1846 em La Femme auteur, onde ele se torna embaixador após ter obtido o posto de ministro.